# نووا بیستریتسه
نووا بیستریتسه (به چکی: Nová Bystřice) یک منطقهٔ مسکونی و شهرستان دارای شهرک سابقاً روستا در جمهوری چک است که در ناحیه ییندریخوف هرادتس واقع شده‌است. نووا بیستریتسه ۳٬۳۸۰ نفر جمعیت دارد.